# Liwyj Bereh Kijów
Liwyj Bereh Kijów (ukr. ФК «Лівий Берег» Київ) – ukraiński klub piłkarski, mający siedzibę w stolicy kraju, mieście Kijów, na północy kraju, grający w rozgrywkach ukraińskiej Perszej-lihi.

## Historia
Chronologia nazw:
- 2017: Liwyj Bereh Kijów (ukr. ФК «Лівий Берег» Київ)

Klub piłkarski Liwyj Bereh został założony w Kijowie w 2017 roku. W sezonie 2020/21 startował w Amatorskiej lidze. W czerwcu 2021 roku klub zgłosił się do rozgrywek Drugiej ligi (D3) i otrzymał status profesjonalny. Zespół zajął drugie miejsce w grupie A i uzyskał promocję do Pierwszej ligi. Jednak sezon 2022/23 klub opuścił, jednak zachował prawo do awansu. W sezonie 2023/24 zespół rozpoczął w Pierwszej lidze, w której zajął końcowe trzecie miejsce, które premiowało do baraży o awans do Premier-lihi. W półfinale pokonał w karnych 5:4 (po czasie dodatkowym 1:1) Metalist 1925 Charków, a w finale baraży zwyciężył 3:0 FK Mynaj i uzyskał historyczny awans do Premier-lihi. W debiutowym sezonie 2024/25 na najwyższym poziomie drużyna została sklasyfikowana na 14.miejscu i była zmuszona walczyć w barażach o utrzymanie. Jednak tym razem przegrała w dwumeczu 0:1 i 0:1 z Metalistem 1925 Charków i spadła z powrotem do Pierwszej ligi.

## Barwy klubowe, strój, herb, hymn
|  |  |

Klub ma barwy żółto-zielone. Piłkarze domowe spotkania zazwyczaj grają w żółtych koszulkach, czarnych spodenkach oraz czarnych getrach.

## Sukcesy

### Trofea międzynarodowe
Do chwili obecnej klub jeszcze nigdy nie zakwalifikował się do rozgrywek europejskich.

### Trofea krajowe
| \| \| Zdobyte trofea w rozgrywkach Ukrainy (stan na: 31-05-2025) \| |                                                            |         |            |
| Rozgrywki                                                           | Osiągnięcie                                                | Razy    | Sezon(y)   |
| · Mistrzostwo                                                       | I miejsce                                                  | 0       |            |
| · Mistrzostwo                                                       | II miejsce                                                 | 0       |            |
| · Mistrzostwo                                                       | III miejsce                                                | 0       | 14.miejsce |
| · Mistrzostwo                                                       | 1                                                          | 2024/25 |            |
| Puchar                                                              | zdobywca                                                   | 0       |            |
| Puchar                                                              | finalista                                                  | 0       |            |
| Puchar                                                              | 1/16 finału                                                | 1       | 2023/24    |
| II liga                                                             | I miejsce                                                  | 0       |            |
| II liga                                                             | II miejsce                                                 | 0       |            |
| II liga                                                             | III miejsce                                                | 1       | 2023/24    |
| Ukraina                                                             | Zdobyte trofea w rozgrywkach Ukrainy (stan na: 31-05-2025) |         |            |

- Druha liha (D3):
  - 2. miejsce (1x): 2021/22 (A)

## Poszczególne sezony

### Rozgrywki międzynarodowe

#### Europejskie puchary
Nie uczestniczył w rozgrywkach europejskich.

### Rozgrywki krajowe
| \| Ukraina \| Bilans występów klubu w rozgrywkach piłkarskich Ukrainy (Stan na 31 maja 2025 r.) \| \| |                                                                                   |        |       |   |   |   |    |    |     |                  |        |        |      |
| Poziom                                                                                                | Rozgrywki                                                                         | Sezony | Mecze | Z | R | P | B+ | B– | Pkt | Lata             | Awanse | Spadki | Naj. |
| I | Premier-liha                                                                      | 1      |       |   |   |   |    |    |     | 2024/25          | 0      | 1      | 14   |
| II | Persza liha                                                                       | 1      |       |   |   |   |    |    |     | 2023/24, od 2025 | 1      | 0      | 3    |
| III                                                                                                   | Druha liha                                                                        | 1      |       |   |   |   |    |    |     | 2021/22          | 1      | 0      | 2    |
| IV | Amatorska liha                                                                    | 1      |       |   |   |   |    |    |     | 2020/21          | 1      | 0      | 6    |
| | Puchar Ukrainy                                                                    | 3      |       |   |   |   |    |    |     | od 2021          | 0      | 0      | 1/16 |
| Ukraina                                                                                               | Bilans występów klubu w rozgrywkach piłkarskich Ukrainy (Stan na 31 maja 2025 r.) |        |       |   |   |   |    |    |     |                  |        |        |      |

## Piłkarze, trenerzy, prezydenci i właściciele klubu

### Trenerzy
- 01.08.2020–31.03.2022:  Anatolij Buznik
- 01.01.2023–10.06.2025:  Witalij Perwak
- od 11.06.2025:  Andrij Hawriuszow

### Prezydenci
- 2017–...:  Mykoła Ławrenko

## Struktura klubu

### Stadion
Drużyna rozgrywa swoje mecze domowe w masywie Młynowo na obrzeżach Kijowa (obok osiedla Osokorki) na Arena Liwyj Bereh, który może pomieścić 4700 widzów i został otwarty 15 października 2022 w dzielnicy Osokorki na lewym brzegu Dniepra.

## Kibice i rywalizacja z innymi klubami

### Derby
- AFSK Kijów